# Pilea marginata
Pilea marginata är en nässelväxtart som beskrevs av Hugh Algernon Weddell. Pilea marginata ingår i släktet pileor, och familjen nässelväxter. Inga underarter finns listade i Catalogue of Life.